# Tetsujin 28-go
Tetsujin 28-go (яп. 鉄人28号, «Железный человек #28») — манга в жанре меха, созданная Мицутэру Ёкоямой. Главным героем является подросток по имени Сётаро Канэда, управляющий огромным роботом Тэцудзин 28, созданным когда-то его отцом.
На основе манги был снят чёрно-белый аниме-сериал в 1963 году. Это первый сериал в жанре меха, где фигурируют «гигантские роботы». В США аниме вышло под названием Gigantor.
В 2005 году в Японии был выпущен полнометражный фильм с живыми актёрами при использовании компьютерной графики.

## Сюжет
К концу Второй мировой войны в отчаянной попытке сохранить Японскую Империю военные решили тайно разработать супероружие. После 27 неудач профессор Канэда создаёт огромного робота с возможностью дистанционного управления; его высота составила 3 этажа. Он называет его Тэцудзин 28 (Робот 28). Однако война уже закончилась, а профессор скоропостижно умирает от сердечного приступа. В результате робот так и не был использован для главной цели и перешёл по наследству к десятилетнему сыну профессора — Сётаро. Вместе с роботом главный герой начинает вести борьбу против преступности и вражеских роботов.

## Персонажи
- Сётаро Канэда (яп. 金田 正太郎 Канэда Сётаро)

Сэйю: Кадзуэ Такахаси
Главный герой, десятилетний сын профессора Канэда. Очень привязан к своему роботу. В Токио широко известен как детектив. Умеет водить машину.
- Профессор Сикисима (яп. 敷島 博士 Сикисима-хакасэ)

Сэйю: Минору Яда
Бывший ассистент покойного профессора Канэда, а также наставник и опекун Сётаро. Очень серьёзно относится к своей работе и обязанностям. Женат и имеет сына по имени Тэцуо.
- Инспектор Оцука (яп. 大塚 署長 Оцука-сётё):

Сейю: Минору Инаба
Главный комиссар Токийской полиции. Очень добрый человек, полный энтузиазма, несерьёзно относящийся к своей работе. Лучший друг Сикисимы. В ремейке 2004 года выступает в роли приёмного отца Сётаро.
- Сэндзи Мурасамэ (яп. 村雨 健次 Мурасамэ Кэндзи):

Сейю: Юи Микимото
Бывший офицер разведки, помощник Сётаро и Оцуки. В ремейках его внешность и роль сильно отличается. Так в аниме он всегда помогает Сётаро, а в манге является лидером преступной организации и пытается отомстить сыну профессора за двоих убитых братьев.
- Профессор Сютаин Франкэн (яп. 不乱拳酒多飲 博士 Фуранкэн Сютаин-хакасэ):

Безумный учёный, создатель робота Блэк Окс. Обычно очень спокоен, но всегда занимается опасными разработками. В первом аниме сериале известен как Black Dog (рус. Чёрная Собака).
- Супермен Келли (яп. 超人間 ケリー Тёнингэн Кэри):

Американец, который добровольно пожертвовал своё тело для секретных военных исследований. В результате стал киборгом, единственная оставшаяся человеческая часть — мозг. Крадёт память брата Джонсона, чтобы отомстить профессору, который превратил Келли в киборга.

## Манга
Манга выпускалась в журнале Weekly Shonen Magazine с июля 1956 года по май 1966 года. Всего было выпущено 97 глав, собранные в 12 томов. Перевыпуск томов происходит каждые 10 лет.

## Дизайн персонажей и история создания
Робот Тэцудзин, созданный Ёкоямой, очень похож на Астро-Боя, созданного Осаму Тэдзукой. Писатель Фредерик Шодт, раскрывая данную тему, говорил о том, что и Астробой, и Тэцудзин являются предками всех созданных в дальнейшем фантастических роботов — они полностью автономны, однако требуют человеческого вмешательства для корректной работы. Большое влияние на художника также оказала Вторая мировая война. В журнале Ushio за 1995 год он пишет: «Когда я был школьником, война закончилась и я вернулся домой из Тоттори, куда меня эвакуировали. Кобэ был разрушен до основания. Люди говорили, что это произошло после налётов бомбардировщиков B-29… Будучи ребёнком, я был потрясён их ужасной, разрушительной силой». На дизайн Тэцудзина также повлияло создание Оружия возмездия, которое должно было использоваться для стратегических бомбардировок.
Аниме и манга стали первыми, в которых появились «гигантские роботы», и первыми, в которых роботы были дистанционно управляемыми.
Ключевую анимацию для восьмой серии аниме разрабатывал Хаяо Миядзаки.

## Адаптации манги
- Tetsujin 28-go (1963) — первый чёрно-белый аниме-сериал, созданный на основе манги. Сюжет практически не изменился.
- Gigantor (1963) — американская версия истории. Сюжет частично изменен, действие происходит в Америке, а персонажи носят английские имена. Например, главного героя Сётаро зовут Джимми Спаркс. Сериал выпускался в чёрно-белом формате, в 1992 году вышла цветная версия.
- Новые приключения Тэцудзин 28 (1980) — аниме-адаптация. Немного изменён стиль персонажей, Сётаро выглядит взрослее. Действие происходит в XXI веке.
- Tetsujin 28-go FX (1992) — сиквел оригинального сериала. Радикально изменён стиль персонажей и робота, главным персонажем становится сын Сётаро, а его друзья — дети ключевых персонажей из оригинальной манги.
- Tetsujin 28-go (2004) — цветная аниме-адаптация, действие происходит через 10 лет после Второй мировой войны. Стиль персонажей полностью сохранён в первоначальном виде. Сюжет сильно урезан и сокращён.
- Tetsujin 28 (2007) — фильм, созданный на основе сюжета манги.

## Влияние
В 2005 году аниме заняло 63 место в списке 100 лучших аниме всех времён по версии TV Asahi, основанной на национальном опросе общественного мнения.
В июне 2007 года управление городским хозяйством города Кобе, в котором родился создатель манги, объявило свои планы на создание мемориала, посвященного Мицутэру Ёкояме, в том числе о создании статуи робота Tetsujin 28 «в натуральную величину» — 18 метров ростом. В то же время она не планировалась как робот: она не двигается, её глаза не загораются, попасть внутрь неё невозможно. Статуя должна была стать самым большим изображением героя манги в Японии. Расчётная стоимость установки такой статуи составила порядка 135 миллионов йен (около 1,09 миллиона USD, по другим сообщениям, 1,40 миллиона USD), из которых городом было предоставлено 45 миллионов, а остальные были собраны продажей «Карри Тэцудзина». Изначально статую планировали поставить к весне 2008 года, но позже открытие было перенесено сначала на август 2009 года, а затем — на 4 октября 2009 года. Статуя должна была одновременно прославлять одного из известнейших горожан и символизировать восстановление города после землетрясения 1995 года, поэтому её установка была запланирована в районе, сильнее всего пострадавшем в катастрофе и заново отстроенном за прошедшие годы. Леса со статуи были сняты 29 сентября 2009 года, а 4 октября состоялась официальная церемония открытия, на которой открытие статуи скомандовал Минору Яда, сэйю, озвучивавший профессора Сикисиму в оригинальном аниме, появившийся с копией пульта управления. По информации администрации города, за первые 50 дней после открытия окрестности статуи посетило порядка 500 000 человек. 28 ноября 2009 года мэр Кобе Тацуо Яда специальный сертификат о прописке статуи в городе.
Изначальный проект статуи должен был весить порядка 70 тонн, но позже был пересмотрен и вес уменьшился до 50 тонн. Несмотря на то, что рост робота составляет 18 метров, высота статуи составила только 15,3 метра из-за того, что робот не стоит ровно, а застыл на чуть согнутых ногах. Размер одной головы статуи составляет 2,5 метра в диаметре и её вес — 0,9 тонны.
На пешеходной дороге рядом со статуей было установлено 5 светильников в форме головы робота, шириной 41 см и высотой 49 см. Как и у оригинала в манге и аниме, свет исходит у них из глаз.
В честь главного героя — Сётаро — получил своё название сётакон — жанр аниме и манги, изображающий романтические и/или сексуальные действия с участием маленьких мальчиков. Термин «сётакон» также используется в Японии для обозначения романтического и/или сексуального влечения к маленьким мальчикам. Название сётакона расшифровывается как Shotaro complex (англ. комплекс Сётаро).